# Liste der Kulturgüter in Zizers
Die Liste der Kulturgüter in Zizers enthält alle Objekte in der Gemeinde Zizers im Kanton Graubünden, die gemäss der Haager Konvention zum Schutz von Kulturgut bei bewaffneten Konflikten, dem Bundesgesetz vom 20. Juni 2014 über den Schutz der Kulturgüter bei bewaffneten Konflikten sowie der Verordnung vom 29. Oktober 2014 über den Schutz der Kulturgüter bei bewaffneten Konflikten unter Schutz stehen.
Objekte der Kategorien A und B sind vollständig in der Liste enthalten, Objekte der Kategorie C fehlen zurzeit (Stand: 13. Oktober 2021).

## Kulturgüter
| Foto |                                                                                      | Objekt                                                                   | Kat. | Typ | Standort                          | Beschreibung |
| ---- | ------------------------------------------------------------------------------------ | ------------------------------------------------------------------------ | ---- | --- | --------------------------------- | ------------ |
| ja   | Datei hochladen · Wikidata zu Oberes Schloss Zizers (Q29521715)                      | Oberes Schloss mit Garten KGS-Nr.: 3434                                  | A    | G   | Stöcklistrasse 3 762090 / 200360  |              |
| ja   | Datei hochladen · Wikidata zu Unteres Schloss (Johannesstift) mit Garten (Q29521724) | Unteres Schloss (Johannesstift) mit Garten KGS-Nr.: 3435                 | A    | G   | Vialstrasse 16–18 761916 / 200289 |              |
| ja   | Datei hochladen · Wikidata zu Burg Friedau (Q1011842)                                | Friedau, neolithische Siedlung KGS-Nr.: 16356                            | A    | F   | Vorburgstrasse 761719 / 200291    |              |
| ja   | Datei hochladen · Wikidata zu Königshof Zizers (Q1796379)                            | Schlossbungert, früh- bis hochmittelalterlicher Königshof KGS-Nr.: 16357 | A    | F   | 762015 / 200350                   |              |
| ja   | Datei hochladen · Wikidata zu Katholische Kirche St. Peter und Paul (Q29785276)      | Katholische Kirche St. Peter und Paul KGS-Nr.: 3436                      | B    | G   | Kantonsstrasse 761960 / 200599    |              |
| ja   | Datei hochladen · Wikidata zu Reformierte Kirche Zizers (Q2137140)                   | Reformierte Kirche KGS-Nr.: 3437                                         | B    | G   | Obergasse 762000 / 200399         |              |